# Шинкарук Володимир Іванович
Шинкару́к Володи́мир Іва́нович (28.07.1943, с. Ступник Вінницької обл. — 20.05.1993, Запоріжжя) — актор, режисер, народний артист України (12.03.1993).

## Біографія
Народився 28 липня 1943 року у с. Ступник Вінницької області. Мати  Володимира Івановича померла, коли йому було дев'ять років, його виховувала бабуся, потім тітка Маріка та дядько Макар.
Закінчив Харківський інститут мистецтв. Два роки працював у Харківському академічному театрі імені Пушкіна. Одружився з Ніною Шиян.
У 1972 році Володимир Шинкарук з дружиною-актрисою переїхали у Запоріжжя. З 1972 — актор Запорізького музично-драматичного театру ім. М. Щорса. (нині В. Магара).
У 1974 році у Шинкаруків народився син Єгор. Єгор Шинкарук згодом працював у тому ж театрі помічником режисера, вчився на журналіста.
Шістнадцять років Володимир Шинкарук був секретарем партійної організації театру.
На сцені театру зіграв багато ролей, згодом був режисером постановок. Улюбленою ролю став Арбенін у «Маскараді» М. Лермонтова. У 1992 році отримав звання Народного артиста України.
Востаннє на театральну сцену Володимир Шинкарук вийшов 23 квітня 1993 року, після прем'єри вистави «Любов під в'язами», режисером якої він був. До цього часу він уже довгий час хворів, переніс дві складні операції у Києві. Під час прем'єри викликали реанімацію.
Помер 20 травня 1993 року від саркоми. Похований на Первомайському (Південному) кладовищі, що в Космічному мікрорайоні Запоріжжя.

## Творчість
Ролі:
- Агеєв — «Здравствуй, Крымов!»,
- Окатий — «Червона калина»,
- Фабіано Фабіані — «Марія Тюдор»,
- Буштец — «Рядові»,
- Лопуцковський — «Шельменко-денщик»,
- Герострат — «Забути Герострата» Г. Горіна,
- Збишко — «Мораль пані Дульської» Г. Запольської,
- Прохор — «Васса Железнова» Максима Горького,
- Незнамов — «Без вини винні» О. Островського,
- Клавдій — «Гамлет» В. Шекспіра,
- Аристарх — «Енергійні люди» В. Шукшина,
- Павло Шорохов — «Змієлов»,
- Мечоткін — «Минулим літом у Чулімську»,
- — «Нащадки запорожців».
- — «Брехня» Володимира Винниченка,
- Арбенін — «Маскарад» М. Лермонтова у власній постановці.

Режисерські постановки:
- «Любов під в'язами» Ю. О'Ніла,
- «Душі натхненна ліра» за Т. Шевченком,
- «Різдвяна ніч — любові ніч»,
- «Круїз „Надія“»,
- «Нові розслідування Шерлока Холмса» за власними сценаріями.